# Restaurangvärlden
Restaurangvärlden är Sveriges ledande facktidning för restaurangbranschen som utkommer 6 gånger om året, enbart till prenumeranter.  
Antalet läsare är ca 23 000 (2025) 
Restaurangvärlden arrangerar Svenska Gastronomipriset som består av omröstningar bland branschens olika professioner; Kockarnas Kock, Kockarnas Krog, Sommelierernas Sommelier, Baristornas Barista, Servitörernas Servitör, Bartendrarnas Bartender och Konditorernas Konditor. Restaurangvärlden är också initiativtagare till Malmö Gastronomy Award som skapades 2020.
Restaurangvärlden ges ut av Bergkvist Publishing AB som också ligger bakom 360°Eat Guide som är en internationell restauranguide samt Sveriges Offentliga Måltider - som kartlägger och bedömer offentliga restauranger. 